# Arabis macdonaldiana
Arabis macdonaldiana är en korsblommig växtart som beskrevs av Alice Eastwood. Arabis macdonaldiana ingår i släktet travar, och familjen korsblommiga växter. Inga underarter finns listade i Catalogue of Life.